# Antarcturidae incertae sedis dentatus
Antarcturidae incertae sedis dentatus is een pissebed uit de familie Antarcturidae. De wetenschappelijke naam van de soort is voor het eerst geldig gepubliceerd in 1904 door Whitelegge.